# (33887) 2000 KF19
2000 KF19 (asteroide 33887) é um asteroide da cintura principal. Possui uma excentricidade de 0.20617590 e uma inclinação de 0.89188º.
Este asteroide foi descoberto no dia 28 de maio de 2000 por LINEAR em Socorro.